# Macchina del fango

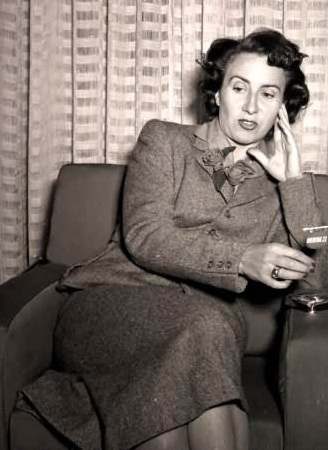
Camilla Cederna, autrice di una campagna giornalistica sulle colonne dellEspresso, con accuse poi rivelatesi infondate, che causarono le dimissioni, nel 1978, del presidente della repubblica Giovanni Leone

Macchina del fango è una locuzione della lingua italiana diffusasi nel linguaggio giornalistico e politico per la sua potenza evocativa. Essa indica l'azione coordinata di un gruppo di pressione, soprattutto attraverso i mass media, volta a delegittimare o ledere l'onore e la credibilità di una persona giudicata avversaria (di un gruppo politico o di una qualsiasi altra lobby) ovvero infamarne o screditarne l'immagine pubblica allo scopo di intimidirla, punirla o condizionarla, influenzando così il giudizio dell'opinione pubblica nei suoi confronti.

## Genesi dell'espressione

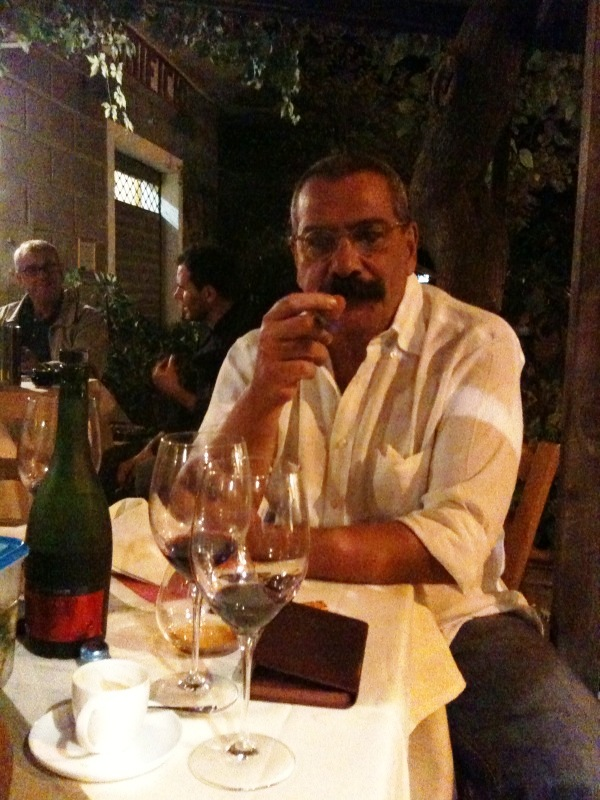
Giuseppe D'Avanzo, le cui inchieste giornalistiche hanno ipotizzato l'operatività di un'organizzazione di delegittimazione politica

La polemica del giornalismo professionale contro i colleghi di minore osservanza deontologica si valse già all'inizio del Novecento del termine "fango" (muckrackers era il modo in cui Walter Lippmann li paragonava a chi rimesta nel fango). L'analogia fu ripresa da Indro Montanelli per segnalare il degrado morale dell'intera classe dirigente italiana negli Anni di fango.
Ma fu Giuseppe D'Avanzo a designare con questa parola d'autore l'emergere del fenomeno degli inquinamenti effettuati in una sede ai massimi livelli istituzionali, come il Parlamento della Repubblica Italiana, nelle devianze verificatesi nell'attività di una commissione appositamente insediata per indagare sulla vicenda politica del cosiddetto affare Telekom Serbia.
Nel prosieguo della Seconda Repubblica, il termine fu utilizzato per altri casi di manipolazione dell'informazione, come per il Metodo Boffo. Retrospettivamente, si è sostenuto che, per quanto all'epoca l'espressione non fosse ancora stata coniata, un caso simile riguardò un Presidente della Repubblica Italiana, Giovanni Leone, oggetto di una veemente campagna scandalistica condotta dalla giornalista Camilla Cederna sulle colonne dell'Espresso, sulla base di accuse che portarono alle dimissioni del presidente, sebbene poi rivelatesi false.
In polemica con Roberto Saviano, che ha portato l'espressione al successo, Giampaolo Pansa ne nega invece il valore euristico.

## Funzionamento e metodi
La macchina del fango opererebbe attraverso la raccolta, a volte illegale, di notizie o informazioni delicate e riservate, allusioni, variamente estrapolate, manipolate, o anche completamente false, riguardanti la vita privata e professionale del soggetto da colpire, e la loro successiva diffusione, effettiva o semplicemente ventilata, al fine di esercitare un'indiretta ma forte pressione sull'attività pubblica e sulla libertà personale e di espressione del soggetto colpito.
I metodi utilizzati, estrapolazioni, manipolazione, falsificazione, e i suoi fini ricattatori o diffamatori, distinguono nettamente questa attività di dossieraggio da quella del genuino giornalismo d'inchiesta, il cui scopo è invece l'approfondimento del lettore. Una simile attività, per il modo in cui è concepita, e per i metodi con cui è condotta, è peraltro virtualmente in grado di colpire, indistintamente, qualsiasi personaggio.
Il destinatario delle attenzioni della macchina delegittimante può appartenere a un'ampia varietà di categorie: di volta in volta, potrà essere un politico, un giornalista, un funzionario statale, un personaggio dello spettacolo, un capitano d'industria, ecc. Il meccanismo di delegittimazione si servirebbe della cassa di risonanza offerta dai mezzi di informazione.

## Effetti intimidatori e censori sulla libertà di espressione

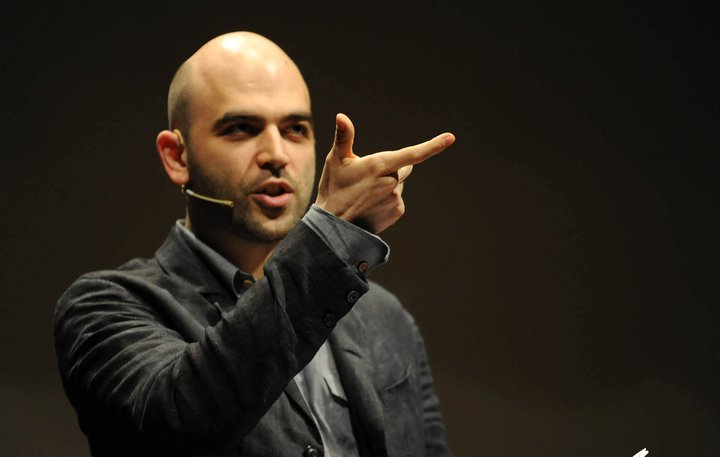
Roberto Saviano, nel monologo della 2ª puntata di Vieni via con me, ha esplorato l'effetto intimidatorio della macchina del fango

Il meccanismo di delegittimazione messo in atto alla macchina del fango porta con sé un enorme potenziale limitazione nella libera espressione delle persone colpite. Essa infatti, per i suoi stessi meccanismi, che possono far leva perfino su banali azioni compiute nell'intimità quotidiana, si presta bene a colpire chiunque, condizionandone e ledendone la libertà di espressione e di azione garantite dalle leggi vigenti.
L'effetto intimidatorio dispiega i suoi effetti anche in assenza di una reale divulgazione di notizie imbarazzanti o infamanti, dal momento che la stessa ventilata esistenza di dossier, di notizie lasciate serpeggiare, è in grado di influenzare il soggetto.
Ma la pericolosità del potere intimidatorio sotteso al funzionamento della macchina del fango si rivela ancor più devastante se si riflette sul modo sottile in cui essa può raggiungere il suo scopo, anche senza un'effettiva attività, ma semplicemente allungando la sua minacciosa ombra virtuale sui potenziali obiettivi: paradossalmente, infatti, la semplice percezione della sua esistenza, la conseguente incombente possibilità di diventare obiettivo della sua azione infamante, può indurre un soggetto (ad esempio, un politico o un protagonista del sistema dell'informazione) a modificare o annacquare il proprio atteggiamento critico, ovvero ad autocensurarsi.

### Approfondimenti
- Emiliano Fittipaldi e Tommaso Cerno, La macchina del fango. Come funziona il sistema della disinformazione italiana, Milano, Feltrinelli, 2011, ISBN 978-88-07172-17-5.